# Bibliografia de György Lukács
György Lukács (Budapeste, 13 de abril de 1885 - Budapeste, 4 de junho de 1971) foi um filósofo marxista, historiador e crítico literário húngaro.
Segue abaixo a bibliografia de György Lukács.

## Livros de Lukács em português
A data entre parênteses se refere à publicação original na língua húngara, russa, italiana ou alemã.
- 1968. [1957, Ita.: Prolegomeni a un’ estetica marxista; 1967, Ale.: Über die Besonderheit als Kategorie der Ästhetik] Introdução a Uma Estética Marxista. Rio de Janeiro: Civilização Brasileira.[1]
- 2000. [1916/1920, Ale.: Die Theorie des Romans.] Teoria do Romance. São Paulo: Editora 34.
- 2003. [1923, Ale.: Geschichte und Klassenbewußtsein] História e Consciência de Classe. São Paulo: Martins Fontes.
- 2011. [1937, Rus.; 1947, Hun.] O Romance Histórico. São Paulo: Boitempo Editorial.[2]
- 2012. [1924, Ale.] Lenin. São Paulo: Boitempo Editorial.[2]
- 2015. [1910, Hun.] A alma e as formas: Ensaios. São Paulo: Autêntica.
- 2018. [1948, Ale.] O Jovem Hegel e os problemas da sociedade capitalista. São Paulo: Boitempo Editorial.[2]
- 2018. [1972, Ale.: Ontologie – Marx. Zur Ontologie des gesellschaftlichen Seins. Die Ontologischen Grundprinzipien bei Marx] Para uma ontologia do ser social I. São Paulo: Boitempo Editorial.[2]
- 2020. [1954, Ale.] A destruição da razão. São Paulo, Instituto Lukács.[3]
- 2021. [1947, Ale.] Goethe e seu tempo. São Paulo: Boitempo Editorial.[2]

## Livros, Teses e Dissertações selecionados sobre Lukács em português

### Estudos gerais e biográficos
- FREDERICO, Celso. Lukács: um clássico do século XX. São Paulo: Moderna, 1997.
- KONDER, Leandro. Lukács. Porto Alegre: Editora L&P, 1980.
- OLDRINI, Guido. Gyorgy Lukács e os problemas do marxismo no século 20. Maceió: Coletivo Veredas, 2017.
- PAULO NETTO, José. Georg Lukács: o guerreiro sem repouso. São Paulo: Brasiliense, 1983.
- ____________. Lukács, uma introdução. São Paulo: Boitempo Editorial, 2023.

### Estudos especializados

#### Alienação
- LIMA, Marteana Ferreira de. A alienação em Lukács: fundamentos para o entendimento do complexo da educação. 2014. 192f. – Tese (Doutorado) – Universidade Federal do Ceará, Programa de Pós-graduação em Educação Brasileira, Fortaleza (CE), 2014.

#### Capitalismo
- PUZONE, Vladimir Ferrari. Capitalismo perene: reflexões sobre a estabilização do capitalismo a partir de Lukács e da Teoria Crítica. 2016. Tese (Doutorado em Sociologia) – Universidade de São Paulo, São Paulo, 2016.

#### Ética
- LOPES, Fátima Maria Nobre. Lukács: estranhamento, ética e formação humana. 2006. 177f. Tese (Doutorado em Educação) – Universidade Federal do Ceará, Faculdade de Educação, Programa de Pós-graduação em Educação Brasileira, Fortaleza-CE, 2006.

#### Estética
- COTRIM, Ana Aguiar. O realismo nos escritos de Georg Lukács dos anos trinta: a centralidade da ação. Dissertação (Mestrado em Filosofia) - Faculdade de Filosofia, Letras e Ciências Humanas, Universidade de São Paulo, São Paulo, 2010. doi:10.11606/D.8.2010.tde-27042010-140634.
- KURKDJIAN, Anouch Neves de Oliveira. Romance e modernidade no jovem Lukács. 2014. Dissertação (Mestrado em Sociologia) - Faculdade de Filosofia, Letras e Ciências Humanas, Universidade de São Paulo, São Paulo, 2015. doi:10.11606/D.8.2015.tde-22062015-140405.
- NACIF, Cristina; ZANATTA, Ivan. Introdução à estética de Georg Lukács. Rio de Janeiro: 7letras, 2019.
- PATRIOTA, Rainer Camara. A relação sujeito-objeto na Estética de Georg Lukács: reformulação e desfecho de um projeto interrompido. 2010. 284f. Tese (Doutorado em Filosofia) – Universidade Federal de Minas Gerais, Faculdade de Filosofia e Ciências Humanas, Programa de Pós-graduação em Filosofia, Belo Horizonte, 2010.
- TERTULIAN, Nicolas. Georg Lukács: Etapas de seu pensamento estético. São Paulo: Editora Unesp, 2008.
- THIESEN, José Rodolfo Pacheco. Trabalho, estética, arquitetura: a contribuição de György Lukács para um estudo crítico sobre a responsabilidade social do arquiteto. 2015. Dissertação (Mestrado em Arquitetura, Urbanismo e Tecnologia) - Instituto de Arquitetura e Urbanismo, Universidade de São Paulo, São Carlos, 2015. doi:10.11606/D.102.2015.tde-03062015-102453.

#### Ideologia
- PINHO, Maria Teresa Buonomo de. Ideologia e formação humana em Marx, Lukács e Mészáros. 2013. 196f. – Tese (Doutorado) – Universidade Federal do Ceará, Programa de Pós-graduação em Educação Brasileira, Fortaleza (CE), 2013.
- SILVA, Marlon Garcia da. A Filosofia como Complexo Ideológico na Obra Tardia de György Lukács. 2018. 301 f. Tese (Doutorado) - Curso de Serviço Social, Universidade Federal de Santa Catarina, Florianópolis, 2018.
- SILVA, Uelber Barbosa. A ideologia na ontologia de Lukács: uma aproximação introdutória. 2022. 138f. Tese (Doutorado em Serviço Social) – Faculdade de Serviço Social, Programa de Pós-Graduação em Serviço Social, Universidade Federal de Alagoas, Maceió, 2022.

#### Linguística e Literatura
- ARAÚJO, Paula Alves Martins de. Georg Lukács e o espectro do realismo. 2015. Dissertação (Mestrado em Teoria Literária e Literatura Comparada) - Faculdade de Filosofia, Letras e Ciências Humanas, Universidade de São Paulo, São Paulo, 2015. doi:10.11606/D.8.2016.tde-03032016-150827.
- SILVA, Homero Dionísio da. Fundamentos da educação: apontamentos para a compreensão do complexo da linguagem em Gyorgy Lukács. 2016. 105f. – Dissertação (Mestrado) – Universidade Federal do Ceará, Programa de Pós-graduação em Educação Brasileira, Fortaleza (CE), 2016.

#### Ontologia
- ARAUJO, Paulo Henrique Furtado de. As possibilidades de um diálogo: a ontologia do ser social de Lukács e a nova sociologia econômica de Granovetter. 2009. 254 f. Tese (Doutorado em Ciências Sociais em Desenvolvimento, Agricultura e Sociedade) - Instituto de Ciências Humanas e Sociais, Universidade Federal Rural do Rio de Janeiro, Seropédica - RJ, 2009.
- DIAS, Fabio Alves dos Santos. Do realismo burguês ao realismo socialista: um estudo sobre a questão da herança cultural no pensamento de Lukács nos anos 1930. 2014. Tese (Doutorado em Sociologia) - Faculdade de Filosofia, Letras e Ciências Humanas, Universidade de São Paulo, São Paulo, 2014. doi:10.11606/T.8.2014.tde-03102014-165710.
- FORTES, Ronaldo Vielmi. As novas vias da ontologia em György Lukács: as bases ontológicas do conhecimento. 2011. 276f. Tese (Doutorado em Filosofia) – Universidade Federal de Minas Gerais, Faculdade de Filosofia e Ciências Humanas, Programa de Pós-graduação em Filosofia, Belo Horizonte, 2011.
- PEREIRA, Antônio Marcondes dos Santos. A questão da categoria da totalidade em história e consciência de classe e a ontologia do ser social de Györg Lukács: dialética marxista, conhecimento científico e formação humana. 2018. 262f. - Tese (Doutorado) - Universidade Federal do Ceará, Programa de Pós-graduação em Educação Brasileira, Fortaleza (CE), 2018.
- SOBRAL, Karine Martins. A natureza onto-histórica do princípio educativo: uma análise com base nas contribuições de Gramsci e Lukács. 2021. 154 f. Tese (Doutorado em Educação) - Universidade Estadual do Ceará, Centro de Educação, Programa de Pós-graduação em Educação - Doutorado Acadêmico, Fortaleza, 2021.

#### Política
- LÖWY, Michael. Para uma Sociologia dos Intelectuais Revolucionários: a evolução política de Lukács. São Paulo: LECH, 1979.
- PAIXÃO, Bruno Gonçalves da. A política na ontologia de Lukács: um debate contemporâneo. 2021. 169 f. Tese (Doutorado em Filosofia) - Universidade Estadual do Oeste do Paraná, Toledo, 2021.
- REZENDE, Claudinei Cássio de. Generidade e politicidade no último Lukács. 2015. 290 f. Tese (Doutorado em Ciências Sociais) - Universidade Estadual Paulista Júlio de Mesquita Filho, Faculdade de Filosofia e Ciências, Marília - SP, 2015.

#### Reificação
- ATAÍDE, Glauber. O conceito de reificação em História e consciência de classe, de Georg Lukács. Dissertação (Mestrado em Filosofia) – Universidade Federal de Minas Gerais, Faculdade de Filosofia e Ciências Humanas, Programa de Pós-graduação em Filosofia, Belo Horizonte, 2020.
- SOUSA, Ana Paula Monteiro de. A humanidade coisificada pelo capital: apreensão da categoria reificação e sua recuperação ontológica pelo percurso formativo marxiano-lukacsiano. 2021. 323 f. Tese (Doutorado em Educação) - Programa de Pós-graduação em Educação, Faculdade de Educação, Universidade Federal do Ceará, Fortaleza, 2021.

#### Trabalho
- LEMOS, Jessica Holanda. As categorias do trabalho e da reprodução como constituintes do ser social a partir do pensamento de György Lukács. 2023. 103 f. Dissertação (mestrado em Filosofia) - Universidade Federal do Ceará, Fortaleza, 2023.
- LESSA, Sergio. A centralidade do trabalho na Ontologia de Lukács. 1994. 309 f. Diss. Tese (Doutorado em Ciências Sociais)-Programa de Pós-Graduação em Ciências Sociais, Universidade Estadual de Campinas, Campinas, 1994.
- SOUSA, Jaireilson Silva de. O trabalho como estrutura fundamental do ser social na ontologia de György Lukács. 2021. 127 f. Dissertação (Mestrado em Filosofia) - Universidade Federal do Ceará, Fortaleza, 2021.
- TRIGINELLI, Daniel Handan. Trabalho e formação humana na ontologia do ser social de György Lukács. 343 f. Tese - (Doutorado em Educação) - Universidade Federal de Minas Gerais, Faculdade de Educação, Belo Horizonte, 2016.